# Tirumayam
Tirumayam oder Thirumayam (Tamil திருமயம் Tirumayam), seltener Tirumeyyam (Tamil: திருமெய்யம்), ist ein größeres Dorf mit ca. 9.000 Einwohnern im südindischen Bundesstaat Tamil Nadu.

## Lage
Tirumayam liegt in einer Höhe von ca. 100 m ü. d. M. ungefähr 20 km südlich der Distrikthauptstadt Pudukkottai. Das beinahe tropische Klima ist meist schwülwarm; Regen fällt hauptsächlich in den Monsunmonaten Juli bis Dezember.

## Bevölkerung
Die Einwohner von Tirumayyam sind nahezu ausschließlich Hindus; Angehörige anderer Religionen sind in Südindien unter der Landbevölkerung äußerst selten. Der weibliche Bevölkerungsanteil ist geringfügig höher als der männliche.

## Wirtschaft
Die Einwohner leben nahezu ausschließlich von der Landwirtschaft. Im Ortszentrum haben sich Kleinhändler und Handwerker angesiedelt, die auch von der guten Verkehrsanbindung profitieren.

## Geschichte
Die Gegend gehörte im Frühmittelalter zum Pallava-Reich, welches im 9. Jahrhundert allmählich vom wiedererstarkenden Chola-Reich übernommen wurde. Im 13. Jahrhundert übernahm die in Madurai ansässige Pandya-Dynastie die Macht. Die beiden Gopuram-Tortürme des Tempels deuten auf eine spätere Zugehörigkeit zum Vijayanagar-Reich hin.

## Sehenswürdigkeiten
- Hauptsehenswürdigkeit des Ortes ist das im Jahr 1687 vom Setupati (lokaler Herrschertitel) von Ramanathapuram errichtete Fort. Die Festungsanlage steht auf einer Granitfelsenformation, der sich aus dem ansonsten flachen Umland erhebt. Die Außenmauern des Forts mitsamt Zinnenkranz sind vergleichsweise gut erhalten. Im leeren Innenbereich des Forts erhebt sich eine gemauerte Plattform mit einer Kanone.
- Am Fuße des Felsens befinden sich zwei Höhlentempel, von denen einer dem Gott Shiva in seiner Gestalt als Satyagiriswara und der andere Vishnu als Satyamurti-Perumal geweiht ist. Der später ummauerte Tempelbezirk des Vishnu-Tempels verfügt über einen großen Tempelteich (pushkarini) und zwei imposante Gopuram-Torbauten; er gehört zu den Divya Desams, den 108 heiligen Orten des tamilischen Vishnuismus. Er wurde bereits im 8. Jahrhundert in den devotionalen Hymnen des Alvar-Dichters Tirumangai Alvar besungen.[6]

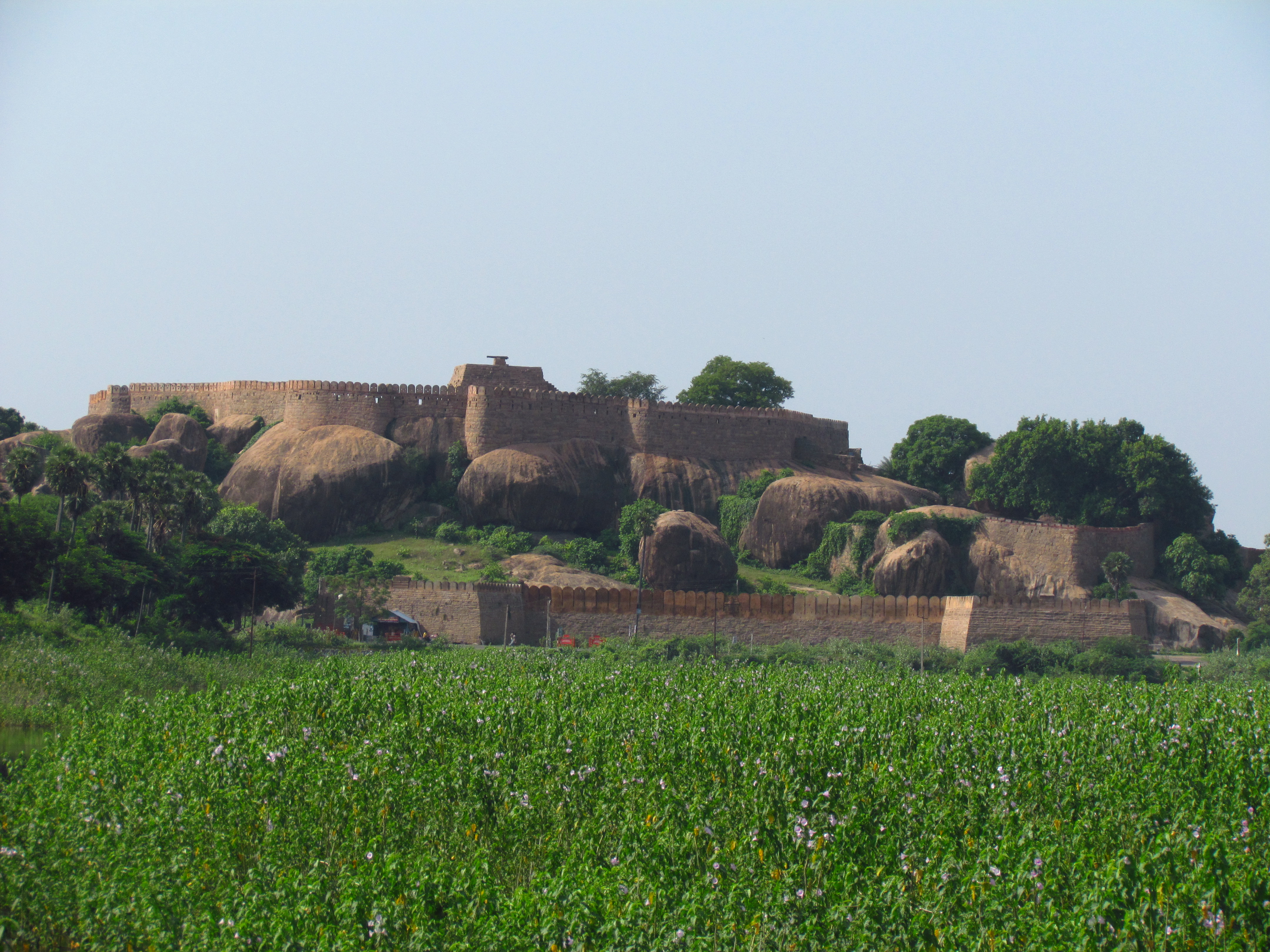
Fort Tirumayam
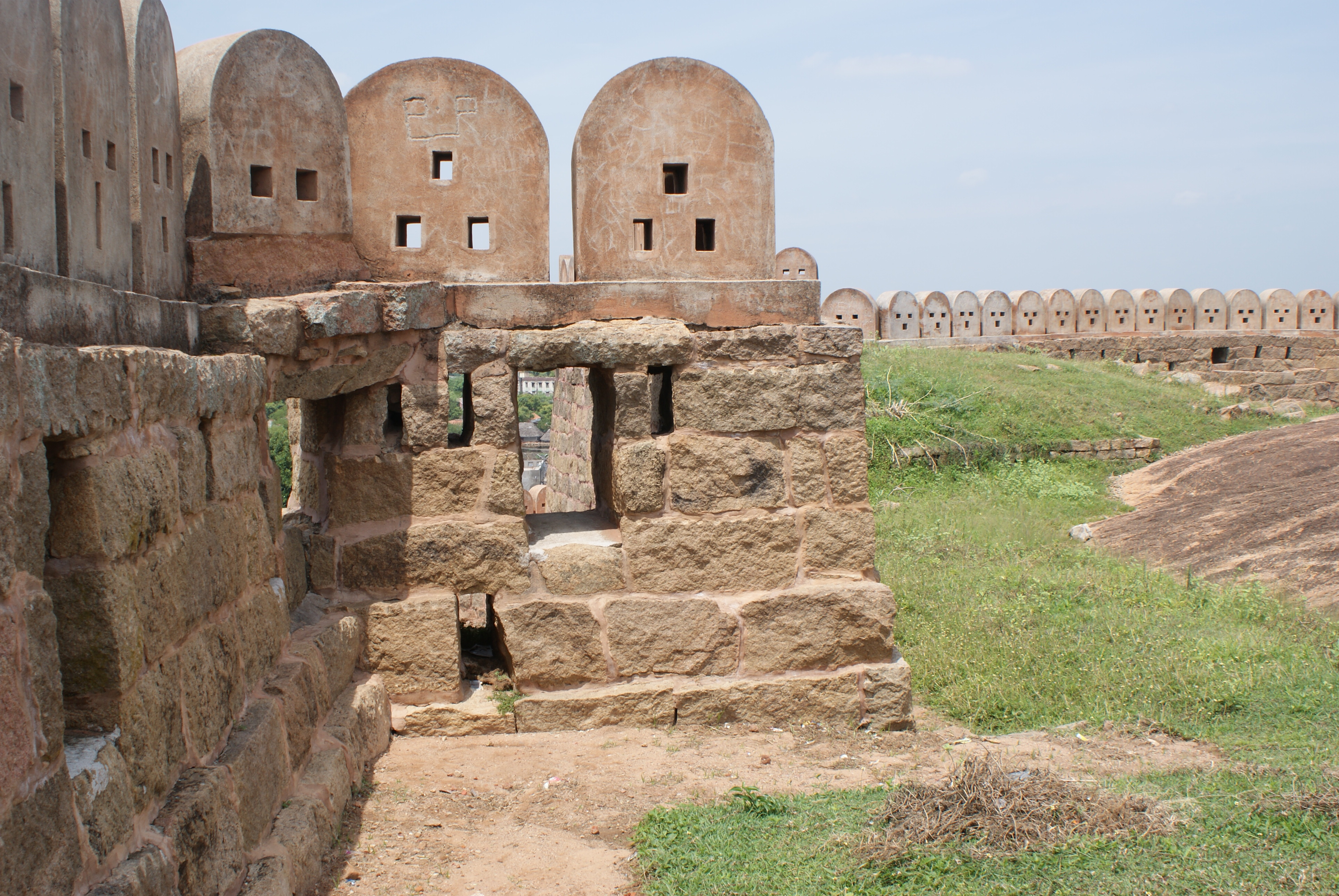
Fort Tirumayam, Hof
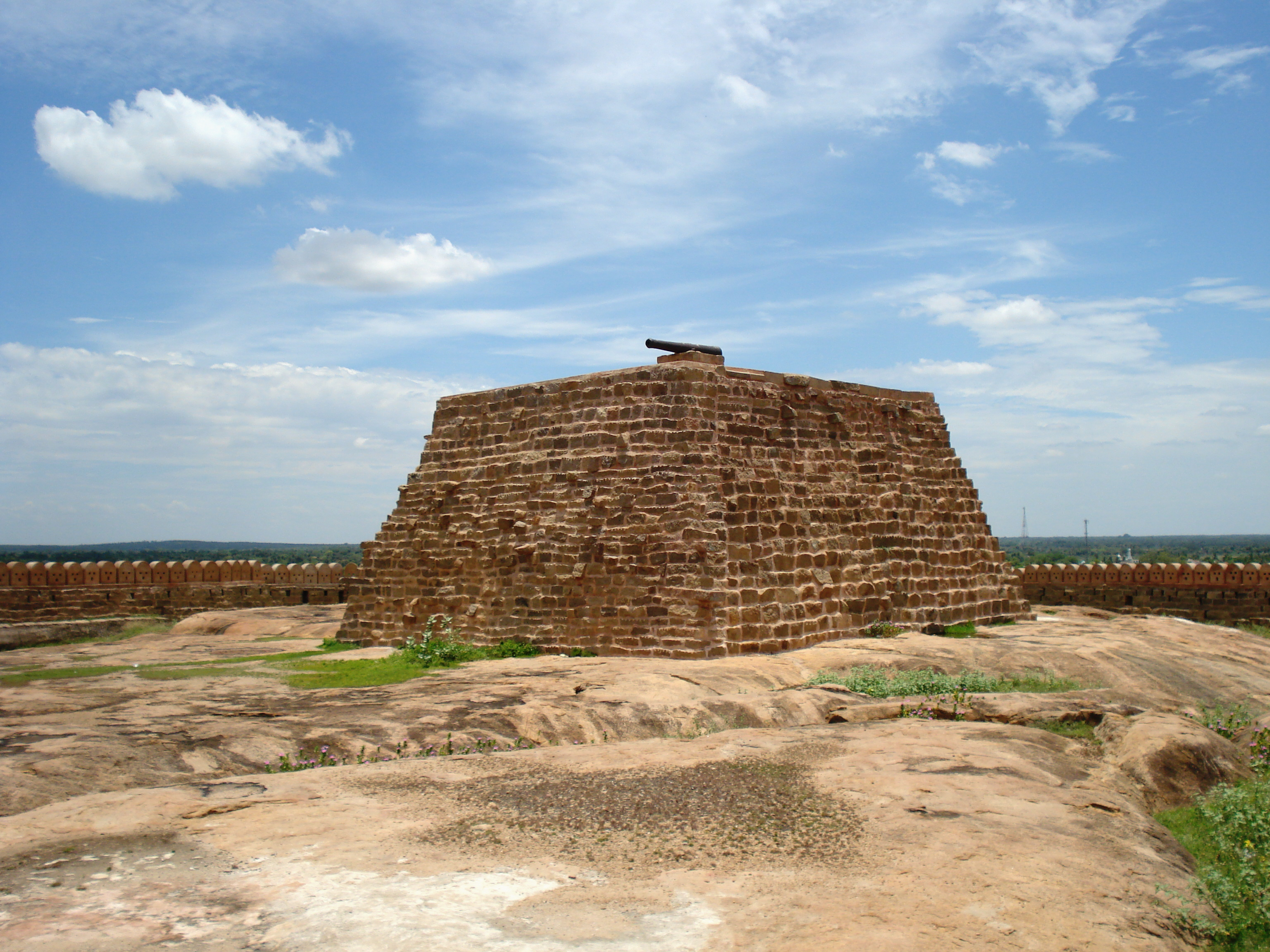
Plattform mit Kanone
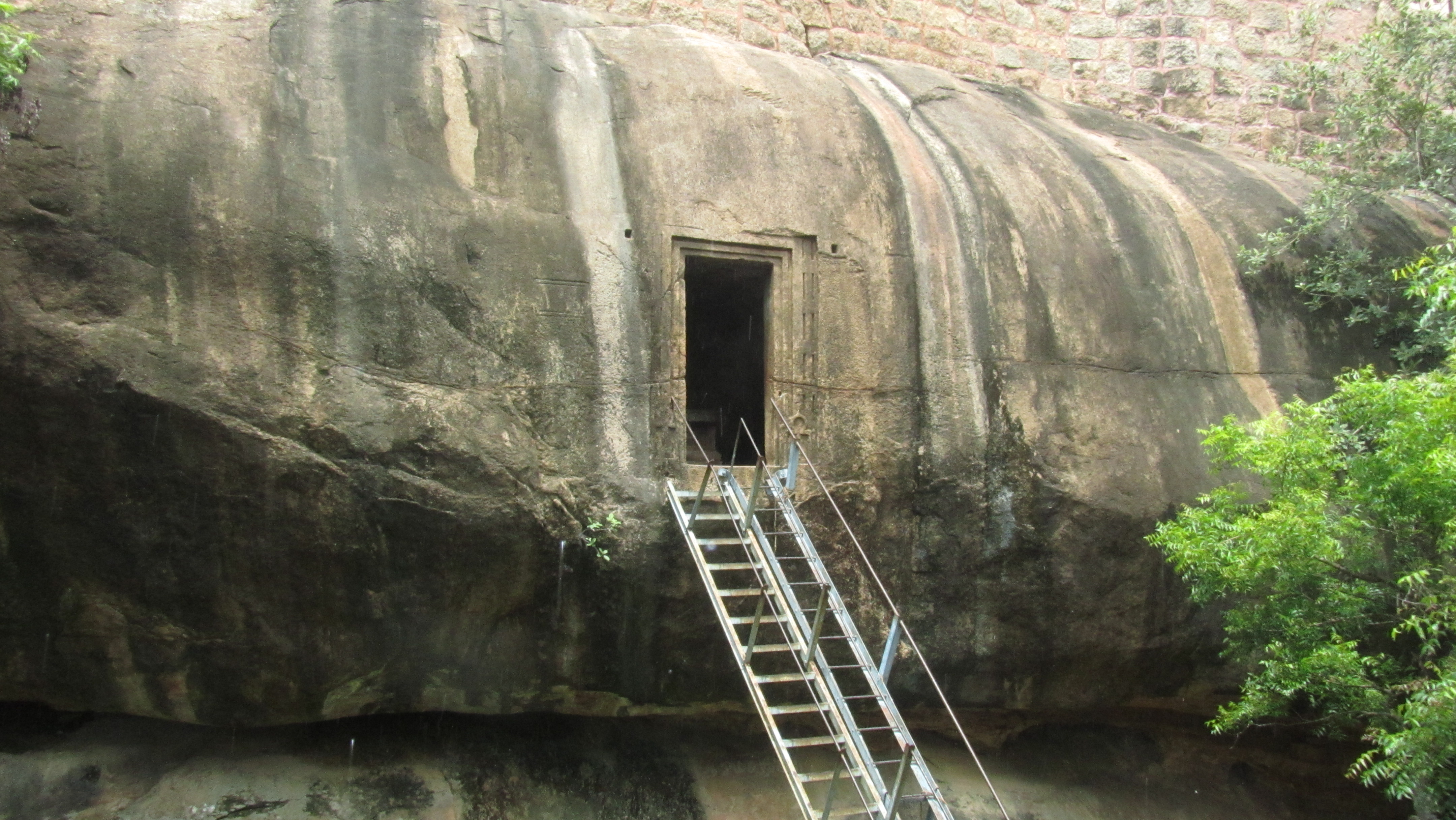
Shiva-Höhlentempel
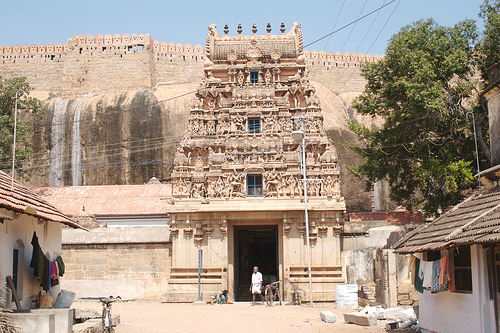
Gopuram des Satyamurti-Tempels
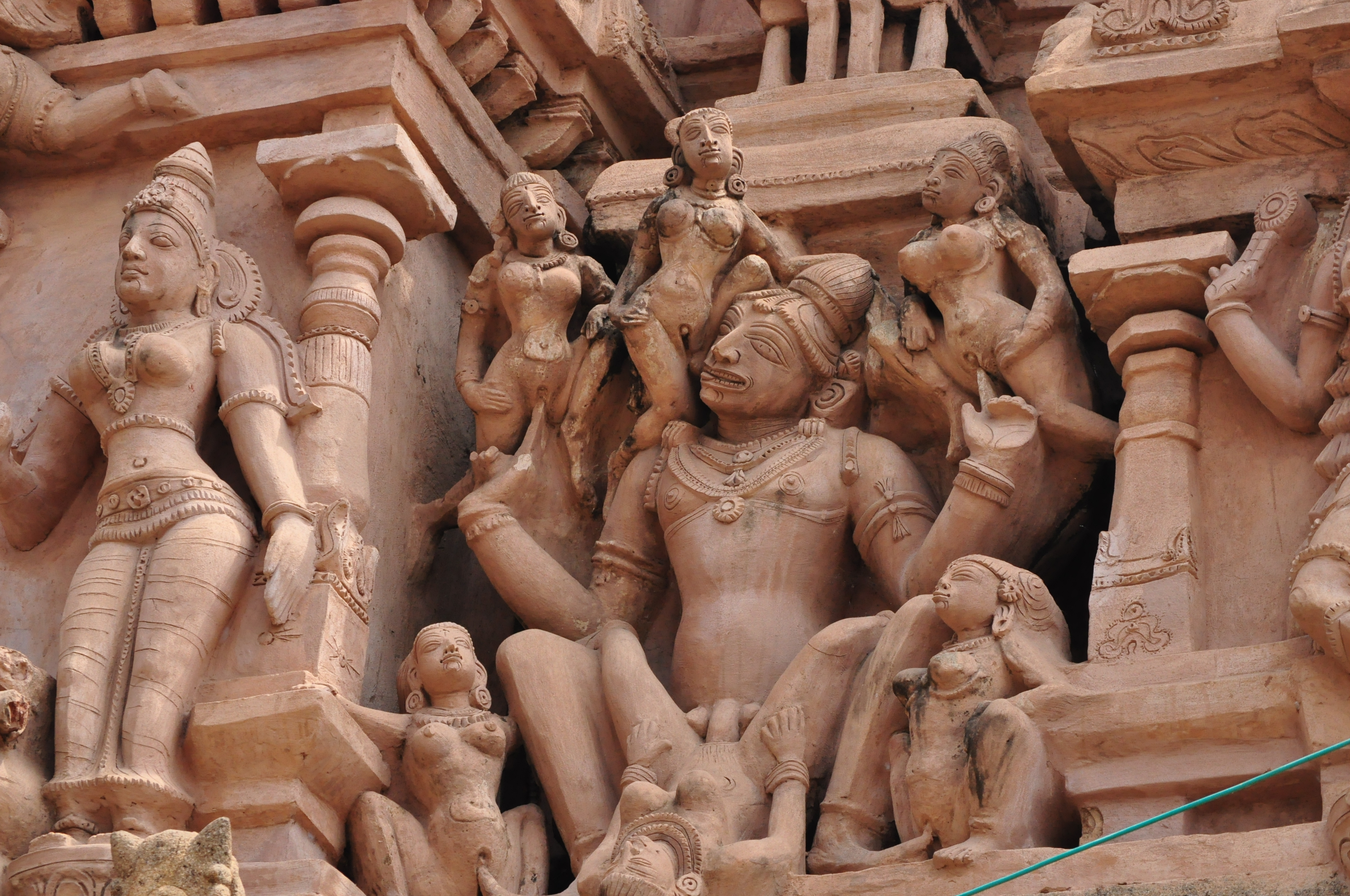
Erotische Szene am Gopuram